# Alzou (affluent de l'Aveyron)
Pour les articles homonymes, voir Alzou.
L'Alzou est une rivière française qui coule dans le département de l'Aveyron. C'est un affluent de l'Aveyron en rive droite, donc un sous-affluent de la Garonne par l'Aveyron puis par le Tarn. 

## Étymologie
D'une racine hydronymique *alz- "aulne, marais"[réf. nécessaire].

## Géographie
De 44,2 km de longueur, l'Alzou prend sa source au sud du Massif central dans le département de l'Aveyron près de Goutrens et se jette dans l'Aveyron en rive droite, près de Villefranche-de-Rouergue.

## Principaux affluents
- Riou Nègre (rive droite - 5,4 km)
- Alze (rive gauche - 8,8 km)
- Alzure (rive droite - 9,2 km)
- Argous (12,3 km)

## Principales localités traversées
- Aveyron : Goutrens, Anglars-Saint-Félix, Brandonnet, Maleville, Villefranche-de-Rouergue,

## Hydrologie
- 0,01 m3/s en période sécheresse.
- 126 m3/s lors de la crue du 13 décembre 1981.

L'Alzou est une rivière peu régulière. Son débit a été observé durant une période de 67 ans (1942-2008), à Villefranche-de-Rouergue, ville du département de l'Aveyron située au niveau de son confluent avec l'Aveyron. La surface étudiée est de 199 km2, soit la totalité du bassin versant du cours d'eau.
Le module de la rivière à Villefranche-de-Rouergue est de 2,50 m3/s.
L'Alzou présente des fluctuations saisonnières de débit très marquées. Les hautes eaux se déroulent en hiver et au printemps, et se caractérisent par des débits mensuels moyens allant de 3,25 à 5,25 m3/s, de décembre à avril inclus (avec un maximum assez net en février). À partir du mois de mars cependant, le débit diminue doucement jusqu'aux basses eaux d'été qui ont lieu de juillet à septembre, entraînant une  baisse du débit mensuel moyen jusqu'au plancher de 0,236 m3/s au mois d'août. Mais ces moyennes mensuelles cachent des fluctuations plus prononcées sur de courtes périodes ou selon les années.
Ainsi aux étiages, le VCN3 peut chuter jusque 0,007 m3/s en cas de période quinquennale sèche, c'est-à-dire que le cours d'eau peut tomber presque à sec.
Les crues peuvent être très importantes, compte tenu de la taille assez réduite du bassin versant. Les QIX 2 et QIX 5 valent respectivement 45 et 67 m3/s. Le QIX 10 est de 82 m3/s, le QIX 20 de 96 m3/s, tandis que le QIX 50 se monte à 110 m3/s.
Le débit journalier maximal enregistré à Villefranche-de-Rouergue a été de 126 m3/s le 13 décembre 1981. Si l'on compare cette valeur à l'échelle des QIX de la rivière, cette crue était bien plus importante que la crue cinquantennale définie par le QIX 50, et donc tout à fait exceptionnelle.
L'Alzou est une rivière abondante. La lame d'eau écoulée dans son bassin versant est de 398 millimètres annuellement, ce qui est nettement supérieur à la moyenne d'ensemble de la France tous bassins confondus (plus ou moins 320 millimètres). C'est aussi supérieur à la moyenne du bassin de la Garonne (384 millimètres). Le débit spécifique (ou Qsp) atteint le chiffre de 12,6 litres par seconde et par kilomètre carré de bassin.